# Coutures, Dordogne
Coutures är en kommun i departementet Dordogne i regionen Nouvelle-Aquitaine i sydvästra Frankrike. Kommunen ligger i kantonen Verteillac som tillhör arrondissementet Périgueux. År 2022 hade Coutures 198 invånare.

## Befolkningsutveckling
Antalet invånare i kommunen Coutures
Referens:INSEE